# Embelia boivinii
Embelia boivinii är en viveväxtart som beskrevs av Carl Christian Mez. Embelia boivinii ingår i släktet Embelia och familjen viveväxter. Inga underarter finns listade i Catalogue of Life.